# Vismia lindeniana
Vismia lindeniana är en johannesörtsväxtart som beskrevs av Joseph Decaisne och Porphir Kiril Nicolai Stepanowitsch Turczaninow. Vismia lindeniana ingår i släktet Vismia och familjen johannesörtsväxter. Inga underarter finns listade i Catalogue of Life.